# Samneh, Hama
Samneh, Hama (tiếng Ả Rập: سمنة) là một ngôi làng Syria nằm ở phó huyện Salamiyah thuộc huyện Salamiyah, Hama. Theo Cục Thống kê Trung ương Syria (CBS), Samneh, Hama có dân số 392 trong cuộc điều tra dân số năm 2004.